# Władza (film 2013)
Władza (ang. Broken City) – amerykański thriller z 2013 roku w reżyserii Allena Hughesa. Wyprodukowany przez 20th Century Fox.
Światowa premiera filmu miała miejsce 18 stycznia 2013 roku, natomiast w Polsce premiera odbyła się 15 marca 2013 roku.

## Opis fabuły
Ambitny detektyw nowojorskiej policji Billy Taggart (Mark Wahlberg) zostaje aresztowany pod zarzutem zastrzelenia nieuzbrojonego Mikeya Tavareza – mężczyzny, który zgwałcił siostrę jego dziewczyny. Na prośbę kolegi oskarżonego burmistrz Nicholas Hostetler (Russell Crowe) niszczy dowody świadczące przeciwko policjantowi. Bez nich śledczy uznają, że Billy działał w obronie własnej, ale dla uniknięcia skandalu policjant musi odejść ze służby. Siedem lat później Taggart pracuje jako prywatny detektyw i nadal często działa na granicy prawa. Rozstał się z dziewczyną i jest coraz bardziej zgorzkniały. Hostetler zatrudnia go, by sprawdził, z kim romansuje jego żona, Cathleen (Catherine Zeta-Jones). Billy odkrywa, że kobieta spotyka się z Paulem Andrewsem (Kyle Chandler), szefem kampanii człowieka, który w zbliżających się wyborach będzie przeciwnikiem burmistrza. Taggart dołącza do sztabu Hostetlera jako specjalista od pozyskiwania sponsorów. Kiedy przekazuje burmistrzowi zdjęcia Cathleen z kochankiem, następuje seria dramatycznych wydarzeń. Okazuje się, że wszyscy są bohaterami mrocznej politycznej intrygi.

## Obsada
- Mark Wahlberg jako Billy Taggart
- Russell Crowe jako burmistrz Nicholas Hostetler
- Catherine Zeta-Jones jako Cathleen Hostetler
- Jeffrey Wright jako Carl Fairbanks
- Barry Pepper jako Jack Valliant
- Alona Tal jako Katy Bradshaw
- Natalie Martinez jako Natalie Barrow
- Michael Beach jako Tony Jansen
- Kyle Chandler jako Paul Andrews
- James Ransone jako Todd Lancaster
- Griffin Dunne jako Sam Lancaster
- Justin Chambers jako Ryan Blake